# Адам Бодор
Адам Бодор (Клуж-Напока, Румунија 22. фебруар 1936) је познати румунски писац мађарске народности.

## Биографија
Рођен је у Трансилванској Клуж-Напоки, где је и завршио богословију. Радио је у црквеном архиву и бавио се превођењем. Постаје члан Друштва писаца Румуније и бавио се заложништвом.